# Bleach (sezonul 5)
Bleach Sezonul 5 – Asaltul Bount Asupra Soul Society (2006-2007)
Episoadele din sezonul cinci al seriei anime Bleach se bazează pe seria manga Bleach de Tite Kubo. Sezonul cinci din Bleach, serie de anime, este regizat de Noriyuki Abe și produs de Studioul Pierrot și TV Tokyo și a început să fie difuzat pe data de 8 august 2006 la TV Tokyo și s-a încheiat la data de 4 ianuarie 2007.
Episoadele din sezonul cinci al seriei anime Bleach fac referire la invazia în Soul Society, casa shinigamilor, de către bount, o rasă de oameni care consumă suflete umane pentru a-și prelungi viața.

## Lista episoadelor
| Nr. Ep. Original | Nr. Ep. Serie | Nr. Ep. Sezon | Titlu                                                        | Apariție           |
| ---------------- | ------------- | ------------- | ------------------------------------------------------------ | ------------------ |
| 92               | 92            | 1             | Invazie în Lumea Shinigami, din nou                          | 8 august 2006      |
| 93               | 93            | 2             | Asaltul bount! Cutremurul distructiv al celor 13 brigăzi     | 15 august 2006     |
| 94               | 94            | 3             | Decizia lui Hitsugaya! Momentul întâlnirii se apropie        | 22 august 2006     |
| 95               | 95            | 4             | Byakuya intră în luptă! Dansul vântului și petalele de cireș | 5 septembrie 2006  |
| 96               | 96            | 5             | Ichigo, Byakuya, Kariya, bătălia celor trei extreme!         | 12 septembrie 2006 |
| 97               | 97            | 6             | Hitsugaya lovește! Învingerea dușmanului din pădure          | 19 septembrie 2006 |
| 98               | 98            | 7             | Înfruntare! Kenpachi Zaraki vs. Maki Ichinose                | 4 octombrie 2006   |
| 99               | 99            | 8             | Shinigami vs. shinigami! Puterea incontrolabilă              | 11 octombrie 2006  |
| 100              | 100           | 9             | Sui-Feng moare? Sfârșitul forțelor speciale                  | 18 octombrie 2006  |
| 101              | 101           | 10            | Bankaiul lui Mayuri! Sawatari: Înfruntarea demonilor         | 1 noiembrie 2006   |
| 102              | 102           | 11            | Ultimul quincy! Explozia de putere                           | 8 noiembrie 2006   |
| 103              | 103           | 12            | Ishida, depășind limitele atacului său!                      | 15 noiembrie 2006  |
| 104              | 104           | 13            | Zbuciumul Brigăzii 10! Eliberarea lui Hyourinmaru            | 22 noiembrie 2006  |
| 105              | 105           | 14            | Kariya! Numărătoarea inversă până la detonare                | 29 noiembrie 2006  |
| 106              | 106           | 15            | Viață și răzbunare! Ishida, alegerea irevocabilă             | 6 decembrie 2006   |
| 107              | 107           | 16            | Tăietura lamei! Momentul năruirii                            | 13 decembrie 2006  |
| 108              | 108           | 17            | Zbierătul bountului! Ultima înfruntare                       | 20 decembrie 2006  |
| 109              | 109           | 18            | Ichigo și Rukia, gânduri legate de ocolirea Raiului          | 4 ianuarie 2007    |